# Referèndum sobre les lleis de seguretat de Letònia de 2007
El Referèndum sobre les lleis de seguretat de Letònia de 2007 va tenir lloc a Letònia el 7 de juliol de 2007.
El referèndum va ser convocat després que el Presidenta de Letònia Vaira Vīķe-Freiberga es va negar a signar les lleis, al·legant una possible influència dels oligarques a la seguretat nacional de Letònia, després es van recollir 212.000 signatures, per a complir amb el requisit a la ratlla de 150.000 signatures necessàries.
Encara que el referèndum no va aconseguir arribar al quòrum necessari de 453.730 vots, els resultats van mostrar la desaprovació massiva a les esmenes i, per tant, el seu vot a favor de la derogació.